# Charley Fomen
Charley Roussel Fomen (Buéa, 9 luglio 1989) è un ex calciatore camerunese, di ruolo difensore.

## Caratteristiche tecniche
È un terzino sinistro.

## Carriera

### Club
Ha esordito in Ligue 2 il 6 agosto 2010 con il Digione in un match pareggiato 0-0 contro l'Angers.
Fra il 2010 ed il 2013 ha collezionato 75 presenze nella seconda serie francese.

### Nazionale
Nel 2009 ha partecipato ai Mondiali Under-20.

## Palmarès

### Club

#### Competizioni nazionali
- Campionato islandese: 1

FH Hafnarfjörður: 2015
- Coppa di Lega islandese: 1

FH Hafnarfjörður: 2014